# Lima Airport Partners
Lima Airport Partners est une société à responsabilité limitée qui exploite l'Aéroport international Jorge Chávez à Lima, au Pérou. Elle a été fondée le 14 février 2001 et détient une concession trentenaire pour exploiter l'aéroport. Elle est détenue à 70,01 % par Fraport.

## Histoire
Le 15 novembre 2000, une coentreprise composée de l'exploitant d'aéroport allemand Fraport, de Bechtel et de l'entreprise péruvienne de construction Cosapi remporte la concession de trente ans faite par l'État péruvien pour construire, exploiter et transférer l'aéroport international Jorge Chávez de Callao (Pérou).
En décembre 2001, Bechtel cède ses parts à LAP Alterra Lima Holdings, filiale de Partenaires Alterra, un exploitant d'aéroport dont les actionnaires sont Bechtel et Enterprise Singapore (exploitant de l'aéroport international de Singapour-Changi).
En septembre 2003, Cosapi SA vend ses actions à LAP Alterra Holdings. En conséquence, la répartition des parts est la suivante : 57,25 % pour Alterra Lima Holdings et 42,75 % pour Fraport.
En août 2007, Fraport acquiert 57,25 % du Alterra Lima Holdings et devient l'actionnaire principal de Lima Airport Partners.
En juin 2008, la Société financière internationale, membre de la Banque mondiale et le Fonds pour l'investissement dans l'infrastructure, les services publics et les ressources naturelles, administrés par AC Capitales SAFI, deviennent des partenaires de LAP. La composition de l'actionnariat est la suivante :
– 70,01 %, Fraport AG ;
– 19,99 %, la Société financière internationale ;
– 10,00 %, le Fonds pour l'investissement dans l'infrastructure, les services publics et les ressources naturelles.